# سرخه‌ده علیا
سُرخِده علیا، روستایی از توابع بخش مرکزی شهرستان خرم‌آباد در استان لرستان ایران است.

## جمعیت
این روستا در دهستان کرگاه شرقی قرار دارد و براساس سرشماری مرکز آمار ایران در سال ۱۳۸۵، جمعیت آن ۲۰۱ نفر (۳۳خانوار) بوده‌است.
براساس سرشماری عمومی نفوس و مسکن ایران در سال ۱۳۹۰ این روستا دارای ۳۳ خانوار و ۱۶۶ نفر جمعیت بوده‌است. همچنین این روستا دارای یک مدرسه برای پایهٔ ابتدایی نیز می‌باشد که به‌طور میانگین سالانه پنج دانش آموز در تمامی دوره‌های مقطع ابتدایی دارد.

## نام محلی
نام محلی این روستا سِرسِرآو (به انگلیسی sersero) می‌باشد؛ و از دو بخش (سِر) به معنای بالا و (سِرآو) به معنای سراب (یا چشمه) تشکیل شده‌است. این روستا به دلیل دارا بودن چشمه‌ها و قنات‌های بسیار و نیز رودخانهٔ قدیمی چنین نامگذاری شده‌است. همچنین به این روستا (سوره دی) به معنی (سرخه ده) نیز گفته می‌شود که به دلیل وجود خاک قرمز رنگ در این روستا می‌باشد. نام رسمی این روستا از این نام که در حقیقت نام محلی قدیمی این روستا بوده برگرفته شده و نیز به نام دو روستا تبدیل شده‌است که یکی به نام سرخه ده علیا و دیگری سرخه ده سفلی می‌باشد. البته این خاک سرخ مخصوص روستای سرخه ده علیا می‌باشد و در سرخه ده سفلی این خاک به مقدار ناچیز وجود دارد.

## تبار و زبان مردم سرخه ده علیا
مردم سرخه ده از ساکنین قدیمی لرستان هستند. ساکنین این روستا اکثراً از ایل دریکوند یا همان دیرکوند تشکیل شده‌اند که ولادیمیر مینورسکی ایران‌شناس و خاورشناس معروف روسی آن‌ها را به عنوان لرهای اصلی معرفی می‌کند. دریکوندها جزئی مهم از مردم بالاگریوه هستند و به گویش بالاگریوه‌ای و خرم‌آبادی صحبت می‌کنند.
دریک سکه هخامنشی بوده و دریکوندها خزانه داران هخامنشیان بوده‌اند بطوریکه بزرگترین گنجینه هخامنش غار کلماکره در حیطه جغرافیایی دریکوندها بوده‌است[۱]

## آب و هوا
روستای سرخه ده علیا در کوهپایهٔ رشته کوه‌های زاگرس قرار دارد و از آب و هوای سرد کوهستانی برخوردار است. به طوری که در طول دورهٔ تابستان از نزدیکترین روستا (سرخه ده سفلی) سه تا چهار درجهٔ سانتیگراد خنک تر است. این روستا از جنوب به رشته کوه‌های هشتاد پهلو متصل می‌شود و از سمت شمال به دشت کُرِگاه می‌رسد، به همین علت این روستا از سمت جنوب به شمال دارای شیب رو به پایین است.
پرآب‌ترین چشمهٔ این روستا، چشمهٔ کنار قبرستان این روستا و چشمهٔ بالای روستا می‌باشد. همچنین یک قنات در ضلع جنوب غربی این روستا ساخته شده‌است که از تاریخ دقیق حفر این قنات اطلاعاتی در دسترس نیست. در این روستا چشمه‌ها ی کوچک و بزرگ بسیاری در تمام باغات و زمین‌های زراعی اطراف روستا وجود دارد. در گذشته رود کوچکی نیز از شرق این روستا عبور می‌کرده‌است که اکنون درهٔ عمیق آن باقی مانده و روستا را به دو بخش تقسیم می‌کند. در فصول بارانی این رودخانه به مدت چند روز جاری می‌شود.

## تپه سرسرآو
تپه سرخه ده علیا (تپه سرسرآو) مربوط به سده‌های ۷ ه. ق. است و در شهرستان خرم‌آباد، بخش مرکزی، دهستان کرگاه شرقی، روستای سرخه ده علیا واقع شده و این اثر در تاریخ ۲۲ اسفند ۱۳۸۵ با شمارهٔ ثبت ۱۸۱۴۱ به‌عنوان یکی از آثار ملی ایران به ثبت رسیده است. روستای سرسراب به همراه روستاهای چوبتراش و سنگتراشان که به فواصل معینی در جوار همدیگر قرار گرفته اند با توجه به کشفیات صورت گرفته از اولین خاستگاه های مفرغ در تاریخ میباشد به طوری که قدمت مفرغهای کشف شده ی آن به هزاره ی پنجم پیش از میلاد باز میگردد.